# 草原杜鹃
草原杜鹃（学名：Rhododendron telmateium），为杜鹃花科杜鹃花属下的一个植物种。